# Годзила (филм из 1998)
Годзила (енгл. Godzilla) је амерички научнофантастични акциони хорор филм из 1998. године режисера Роланда Емериха, са Метјуом Бродериком, Маријом Питило, Жаном Реном, Ханком Азаријом, Мајклом Лернером, Кевином Даном и Харијем Ширером у главним улогама. Филм представља реимагинацију оригиналног јапанског филма из 1954. године и посвећен је Томојукију Танаки, креатору и продуценту различитих филмова о Годзили, који је преминуо у априлу 1997. године. Ово је 23. филм у истоименој франшизи, и први који је у потпуности снимљен у холивудској продукцији.
Током октобра 1992. године компанија TriStar Pictures најавила је планове за снимање трилогије засноване на јапанским филмовима о Годзили. У мају 1993. године, Тед Елиот и Тери Росио ангажовани су за писање сценарија, док је као првобитни режисер филма током јула 1994. најављен Јан де Бонт. Међутим, Де Бонт је напустио пројекат током децембра исте године због спора са буџетом, па је стога у мају 1996. године Емерих ангажован да режира и напише нови сценарио за филм заједно са продуцентом Дином Девлином. Снимање је отпочето током маја 1997. године, и трајало је до септембра исте године.
Филм је са буџетом чија се вредност процењује на између 130 и 150 милиона $, представљао један од најскупљих пројеката свога времена, као и један од најамбициознијих, те је Toho сматрајући да се са њиме више не може ни у ком погледу такмичити, одлучио да са филмом Годзила против свемирског разарача, снимљеног 3 године раније, оконча властиту франшизу. Годзила је премијерно објављена 20. маја 1998. године у америчким биоскопима. Упркос солидној заради која је износила 379 милиона $, што га чини и 8. филмом по заради те године, сматрао се благим разочарањем у финансијском погледу, јер када се у обзир узму велики продукцијски буџет и маркетиншки трошкови који су износили око 80 милиона $, укупан бруто приход од филма износи око 136 милиона $.
Филм ни у погледу критика није оправдао своја очекивања, добио је генерално негативне критике , а и сам Toho је на крају изразио своје незадовољство кроз одлуку да се следеће године у Јапану сними филм Годзила 2000: Миленијум, са којим је настављена оригинална јапанска франшиза.

## Радња
Након француског тестирања атомске бомбе у Јужном Пацифику, непознато створење налик гуштеру примећено је на истоку како пролази кроз Панамски канал и иде према западу. Научник Нико Татопулос позван је да истражи ситуацију и он убрзо долази до закључка да је нуклеарна експлозија та која је створила џиновског, озраченог гуштера. Годзила брзо напредује ка северу, пристижући у Менхетн, где уништава све што му се нађе на путу и оставља пустош за собом. Сада се судбина становника Њујорка налази само у рукама америчке војске која ће морати да да свој максимум како би зауставили Годзилу и тако спречили надолазећу апокалипсу...

## Улоге
| Глумац         | Улога                     |
| -------------- | ------------------------- |
| Метју Бродерик | др. Нико Татопулос        |
| Марија Питило  | Одри Тимондс              |
| Жан Рено       | Филип Роше                |
| Ханк Азарија   | Виктор Животиња Палоти    |
| Мајкл Лернер   | градоначелник Иберт       |
| Кевин Дан      | пуковник Ентони Хикс      |
| Хари Ширер     | Чарлс Кајман              |
| Арабела Филд   | Луси Палоти               |
| Вики Луис      | др. Елси Чапман           |
| Лори Голдман   | Џин                       |
| Даг Савант     | наредник О’Нил            |
| Малком Данаре  | др. Мендел Крејвен        |
| Ралф Манза     | пецарош Џо                |
| Глен Моршауер  | Кајл Терингтон            |
| Крис Елис      | генерал Хантер Андерсон   |
| Ричард Гант    | адмирал Фелпс             |
| Клајд Кусацу   | капетан јапанског брода   |
| Ненси Картрајт | Кајманова секретарица     |
| Гари А. Хекер  | Годзила (глас)            |
| Френк Велкер   | Годзила (глас)            |
| Курт Карли     | Годзила (изведба у оделу) |